# Tenzin Namdak

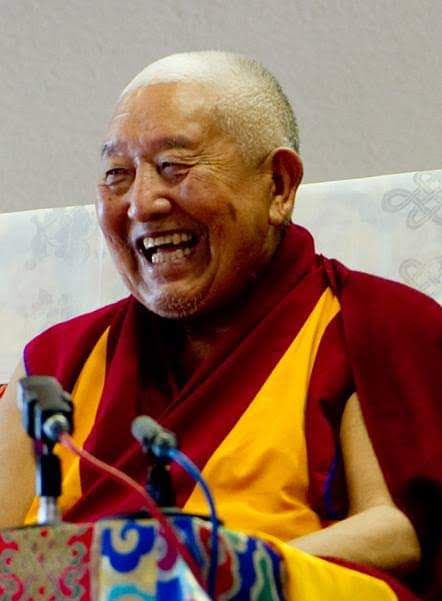
Tenzin Namdak (2019)

Lopön Tenzin Namdak Rinpoche (tibetisch: སློབ་དཔོན་བསྟན་འཛིན་རྣམ་དག Wylie Slob-dpon Bstan-'dzin Rnam-dag; * 27. Januar 1925 in Kyungpo Karu, Tibet; † 12. Juni 2025 in Kathmandu) war ein Bön-Meister, ab 1961 Gastprofessor für Bön-Religion an diversen europäischen Universitäten und Buchautor.

## Leben
Tenzin Namdak wurde 1925 in Kyungpo Karu (Provinz Chamdo, Tibet) geboren und entstammt einer Familie von Thangka-Malern. Mit sieben trat er in das örtliche Tingchen Kloster ein, wo er lesen und schreiben lernte. Während seiner schulischen Ausbildung erlernte er auch die Kunst des Thangka-Malens und andere Kunstformen. Zur weiteren Ausbildung trat er mit fünfzehn Jahren als Künstler ins zentraltibetische Bön-Kloster Yungdrung Ling ein. Mit siebzehn unternahm er eine Pilgerreise nach Nepal, und nach seiner Rückkehr lebte er acht Jahre lang als Einsiedler unter Ausbildung und Aufsicht durch den berühmten Bön-Meister Tsultrim Gyaltsen auf einer Insel im Namtso-See. Von Tsultrim Gyaltsen erhielt er alle relevanten Lehren der Bön-Tradition und die Übertragungen für Dzogchen. Während seiner Ausbildung widmete er sich auch der Lyrik, Geschichte, Grammatik und den Tantra-Lehren. 1950 trat er dem Kloster Menri bei, graduierte 1953 zum Geshe und wurde Lopön des Klosters Menri (das heißt Leiter der Ausbildung der Mönche), von welcher Funktion er sich nach vier Jahren zu einer Meditation zurückzog.
1960, ein Jahr nach dem Tibetaufstand, wurde er verhaftet und konnte erst zehn Monate später nach Nepal entkommen. 1961 wurde er als Gastvortragender an die Universitäten von London und Cambridge eingeladen. Er blieb dort drei Jahre und verfasste in Zusammenarbeit mit Professor David Snellgrove das Standardwerk über die Bön-Religion in englischer Sprache: The Nine Ways of Bön. 1964 kehrte er nach Indien zurück, wo er als Tibet-Experte arbeitete und Bön-Texte publizierte. Von dort begab er sich als Gastvortragender nach München und arbeitete an der Herausgabe des Deutsch-Tibetischen Wörterbuchs.
Ab 1967 befasste er sich mit Plänen zur Wiedererrichtung eines Bön-Klosters in der Tradition des Klosters Menri, das schließlich 1969 in Dolanji, nahe der Stadt Solon (Himachal Pradesh) in Indien (wieder-)gegründet wurde und seither die Ausbildung von Bön-Mönchen bis zum Geshe-Grad (entspricht etwa einem Dr. theol.) ermöglicht. 1986 konnte er erstmals wieder für drei Monate seine Heimat Tibet und die Überreste des zerstörten Klosters Menri besuchen.
Nach seiner Rückkehr aus Tibet begann er mit der Errichtung des Bön-Klosters Triten Norbutse nahe dem Stupa von Swayambunath (Nepal), das seitdem seine Residenz war. Ab 2005 verbrachte er einen großen Teil des Jahres in Shenten Dargye Ling, dem neuen Bönpo-Zentrum bei Blou im Loiretal in Frankreich.
Viele Auslandsreisen führten ihn seitdem in den Westen – unter anderem nach Deutschland, England, Frankreich, Italien, Niederlande, Österreich und in die USA. Im Westen gab er auch Belehrungen zu Dzogchen, der Essenzlehre aller höheren Lehren des Bön.

## Werke
- David Snellgrove, Lopön Tenzin Namdak Rinpoche: The Nine Ways of Bon: Excerpts from GZi-brjid. Oxford U.P., 1964, (2. Auflage 2010, ISBN 978-974-524-111-4).
- Shardza Tashi Gyaltsen, Lopön Tenzin Namdak Rinpoche (Übers.): Heartdrops of Dharmakaya. Snow Lion Publications, Ithaca 1993, ISBN 1-55939-012-3.
- Lopon Tenzin Namdak: Bonpo Dzogchen Teachings. Vajra Bookshop, 2007, ISBN 978-99946-720-5-9.